# Léon Charles Grillot
Pour les articles homonymes, voir Grillot.
Léon Charles Grillot, né à Épinal le 9 novembre 1827 et mort dans la même ville le 9 décembre 1898, est un architecte français. Il a été l'architecte du département des Vosges de 1854 à 1882.

## Biographie
Léon Charles Grillot, connu aussi sous les appellations de Grillot fils, Charles Grillot ou Léon Grillot, naît à Épinal le 9 novembre 1827. Il est le fils unique de François Grillot (1793-1868), lui-même architecte, et de Suzanne Élisabeth Fanny Andreu.
Charles Grillot effectue ses études à l’École des beaux-arts de Paris dont il sort diplômé en 1846. Il y reçoit l'enseignement d'Auguste Caristie pour lequel il travaille ensuite pendant trois ans avant d'effectuer un séjour d'un an en Italie.
Architecte-adjoint du département des Vosges en 1852, Léon Charles Grillot succède à son père en tant qu'architecte du département à partir de 1854 et jusqu'en 1882. Il exerce au niveau départemental d'autres fonctions au fil de sa carrière. Il est ainsi rapporteur du conseil des bâtiments civils des Vosges de 1855 à 1863, chef du service des travaux départementaux de 1859 à 1863, directeur du service d'inspection des édifices et des travaux communaux de 1859 à 1869. Il est également membre de plusieurs conseils et commissions : du conseil départemental d'hygiène publique et de salubrité de 1856 à 1879 , du Conseil départemental des travaux publics de 1867 à 1883, de la commission de surveillance de la prison d’Épinal de 1869 à 1875, de la commission de l'inventaire des richesses d'art du département des Vosges de 1878 à 1885, de la commission départementale des bâtiments scolaires en 1882-1883.
Léon-Charles Grillot est l'architecte du diocèse de Saint-Dié à partir de 1853.
Il travaille également pour la Compagnie du chemin de fer de Paris à Strasbourg pour laquelle il édifie les bâtiments voyageurs des gares de la ligne de Frouard à Forbach et plus tard, en 1854-1855, pour la Compagnie du chemin de fer de Lyon à la Méditerranée.
Il épouse en 1855 Marie Laure Augustine Patret dont il a, selon les sources, 4 enfants ou 3 enfants. L'architecte Jean Ferdinand Corrard des Essarts est son gendre. La famille est installée 16 rue de la Préfecture, maison qu'il occupe jusqu'à sa mort.
Son agence est située à Épinal rue Claude Gellée de 1871 à 1878, puis rue Thiers de 1879 à 1886 et enfin rue de la Préfecture en 1887-1888. Affilié à la Société des artistes de France, il est un des membres fondateurs de la Société régionale des architectes de l'Est de la France en 1888. Il est qualifié par son successeur au poste d'architecte du département des Vosges, François Clasquin, de « restaurateur de l'industrie du bâtiment [...] dans les Vosges ».
Léon-Charles Grillot est à Épinal une « personnalité en vue » investie dans la vie de la cité et qui fréquente les notables locaux. Outre qu'il fait partie du conseil municipal, il participe au conseil directeur de l'Orphéon d’Épinal (1869-1875) et préside le cercle du Casino d’Épinal (1874-1875 et peut-être jusque 1885). Il est également à la tête de la compagnie des sapeurs-pompiers d’Épinal pendant une vingtaine d'années. Durant l'occupation prussienne en 1870, il est l'instigateur et le directeur d'un service postal efficace sur le canton d’Épinal.
Charles Grillot meurt à Épinal d'une pneumonie le 9 décembre 1898. Ses obsèques sont célébrées le 11 décembre.

## Réalisations

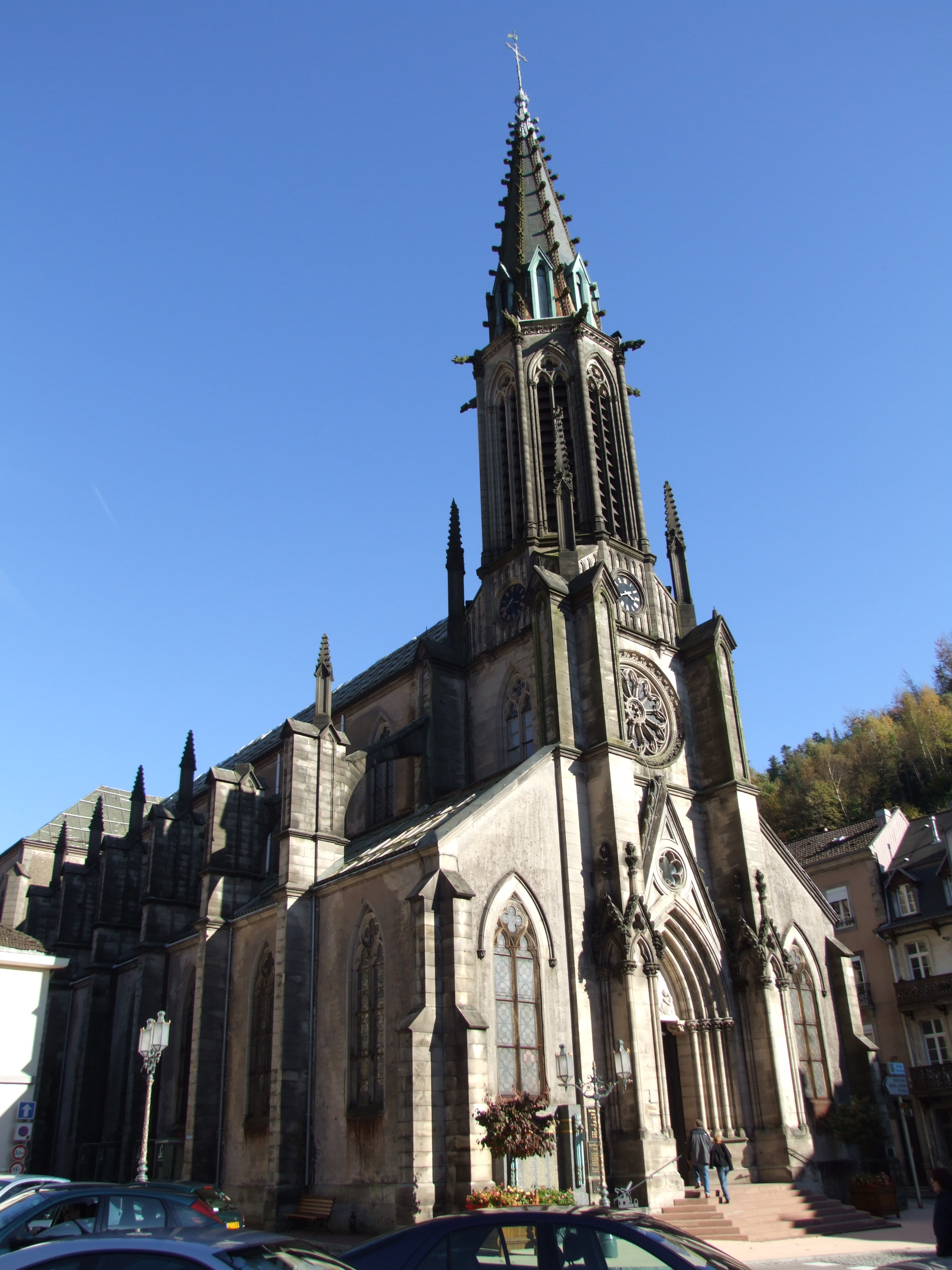
Église Saint-Amé de Plombières-les-Bains

Comme son père et son grand père avant lui, Charles Grillot participe au développement de Plomblères-les-Bains : il y réalise dans le style néogothique l’Église Saint-Amé et Saint-Blaise en 1857-1863 mais dessinée dès 1849, conçoit deux réservoirs pour le Bain national en 1853 et aménage le parc Tivoli en 1857-1861.
À Épinal, outre de nombreux immeubles, il est l'auteur de la maison d'arrêt dans le quartier de la Loge blanche en 1855-1859, de la gendarmerie rue de la Préfecture en 1864 et de l'école normale d'institutrices en 1879 . Il réalise aussi l'extension de la préfecture en 1862.
Dans le domaine de l'architecture religieuse, on lui doit l'église de Nomexy, le plafond de l'église Saint-Blaise de Bellefontaine (1857) ainsi que le presbytère de Bertrimoutier (1856). Dans le domaine civil il dessine l'école primaire de Bellefontaine en 1847 et la sous-préfecture de Mirecourt ; dans le domaine militaire les baraquements des soldats allemands de Raon- l’Étape en 1871.
En matière de gares, on lui attribue celles de Dieulouard, Pont-à-Mousson, Rémilly, Marbache, Faulquemont, Saint-Avold, Herny, Courcelles-sur-Nied, Peltre, Pagny-sur Moselle, Ars-sur Moselle sur la ligne entre Frouard et Forbach, celles de Vienne, Montélimar, Pierrelatte, Feyzin, Tain-l'Hermitage, Orange, Loriol, Sorgues, Saint-Fons sur la ligne entre Lyon et Avignon.

Gares
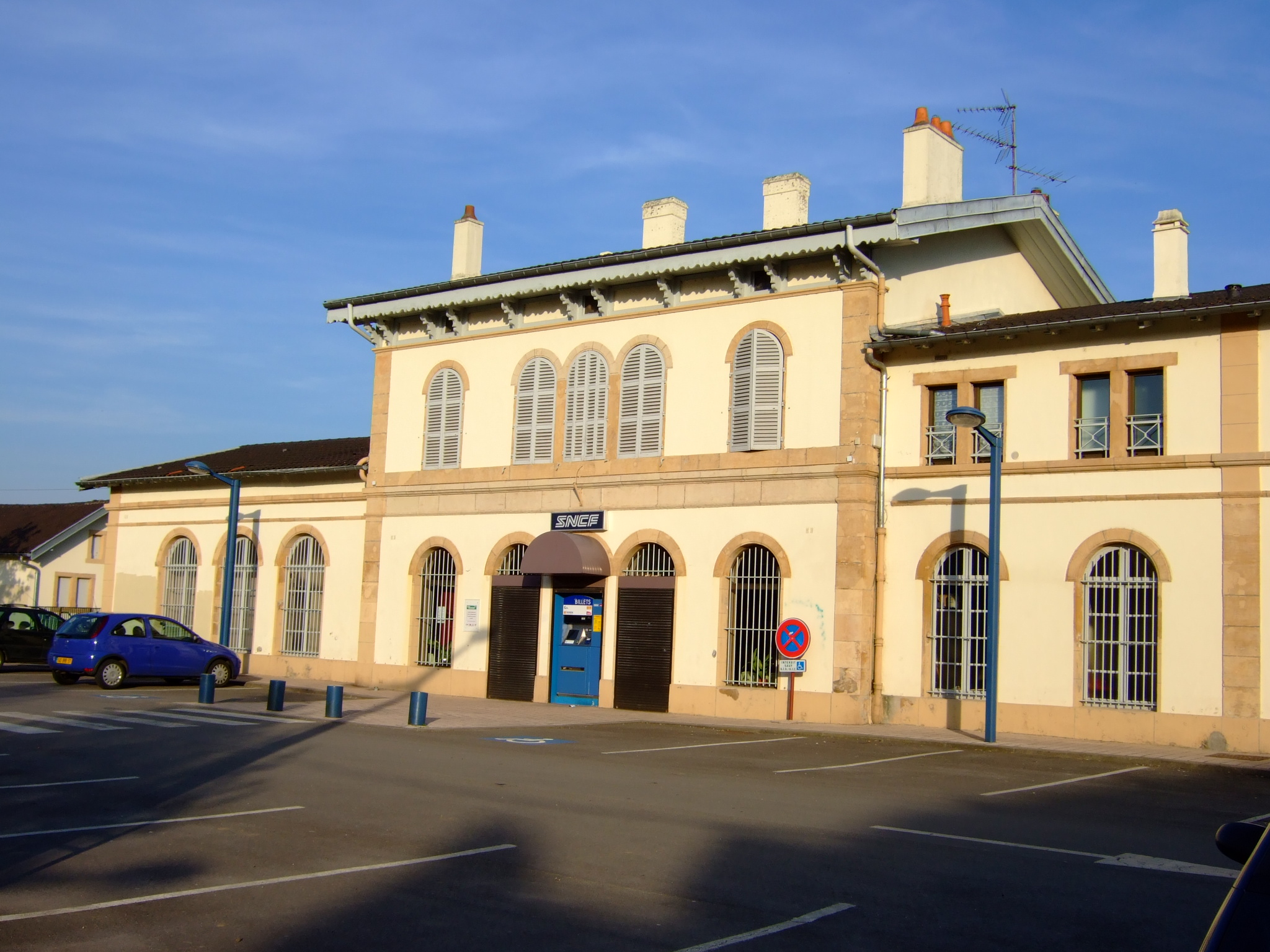
Gare d'Ars-sur-Moselle.
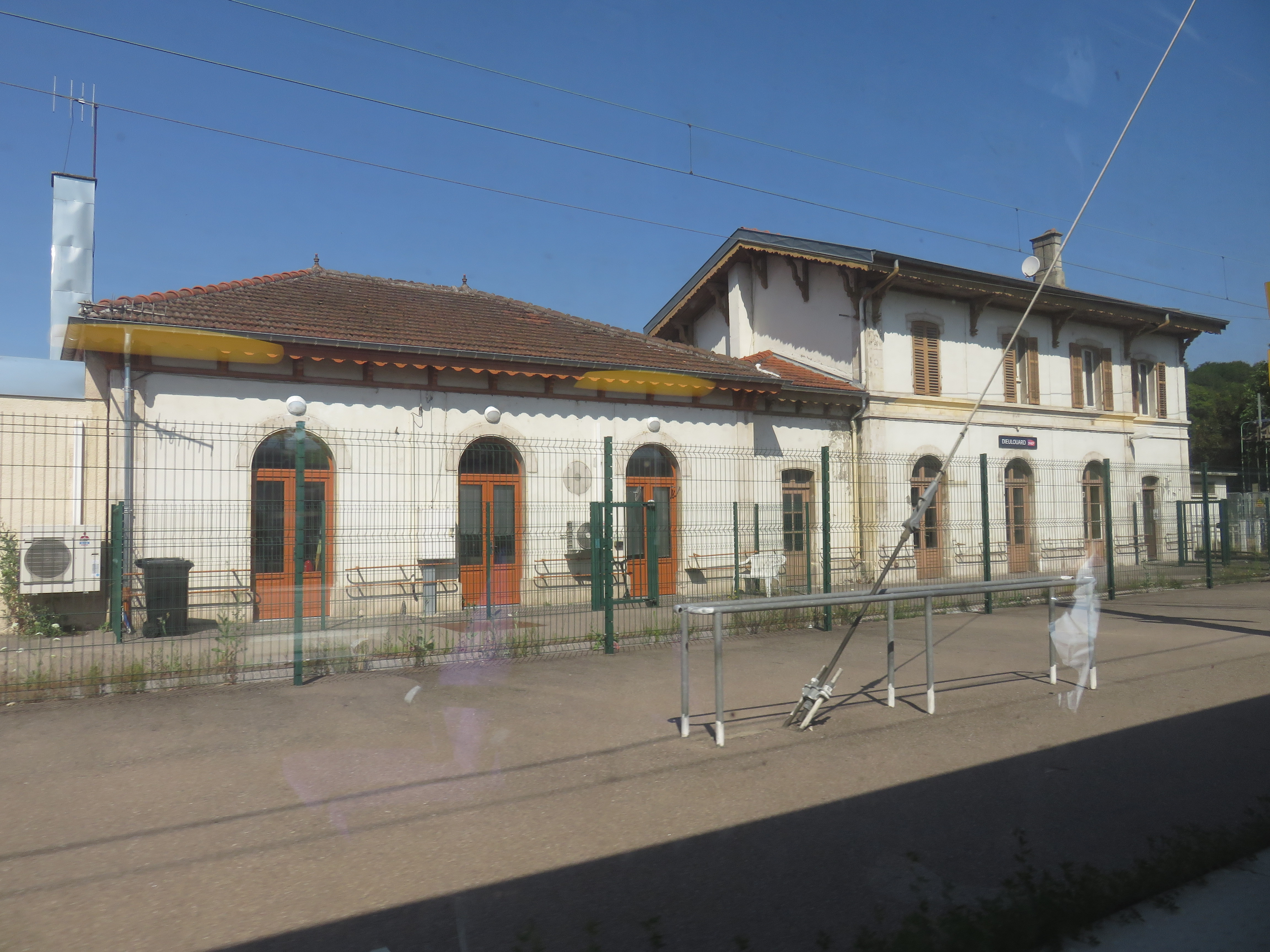
Gare de Dieulouard.
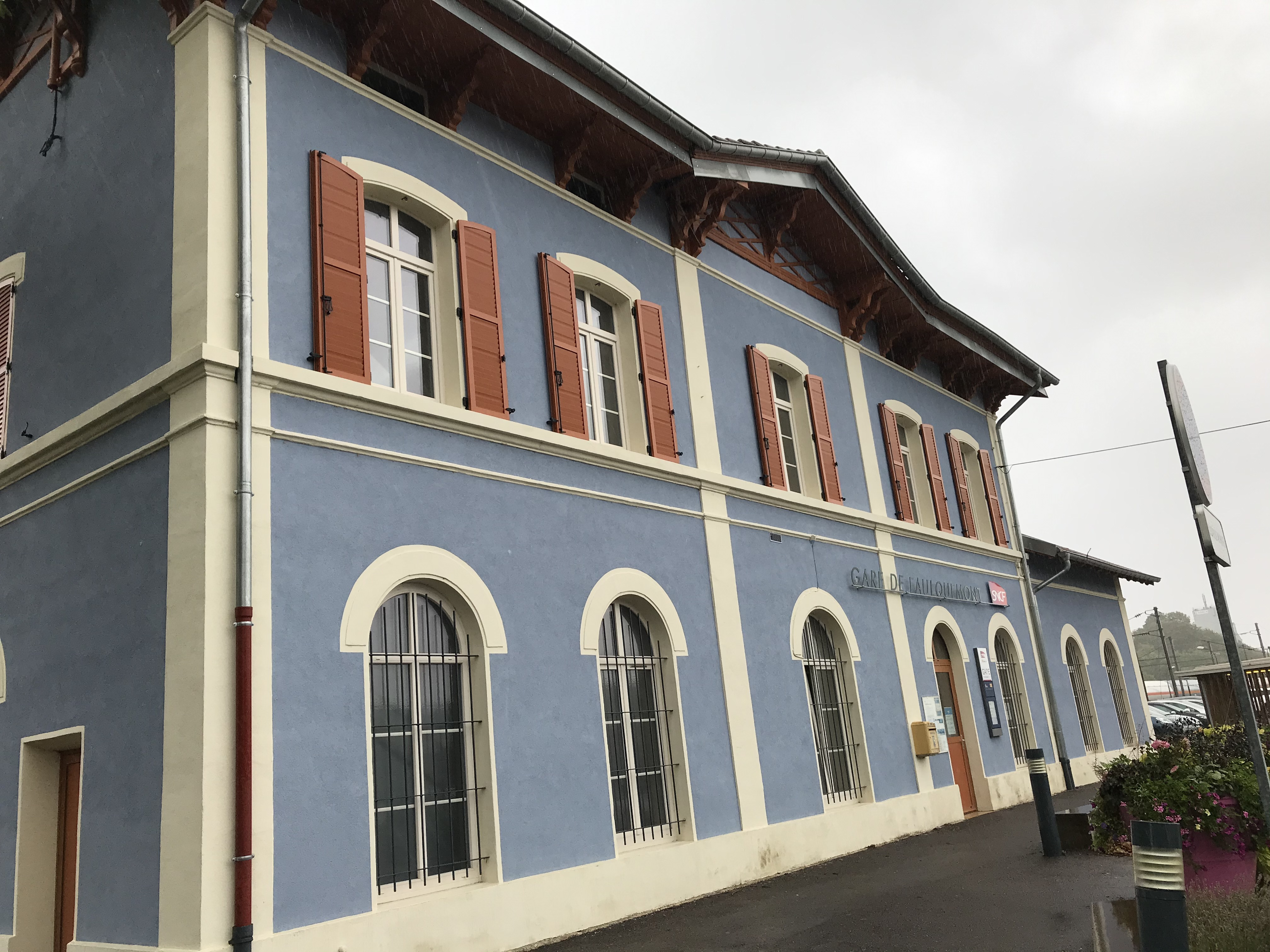
Gare de Faulquemont.
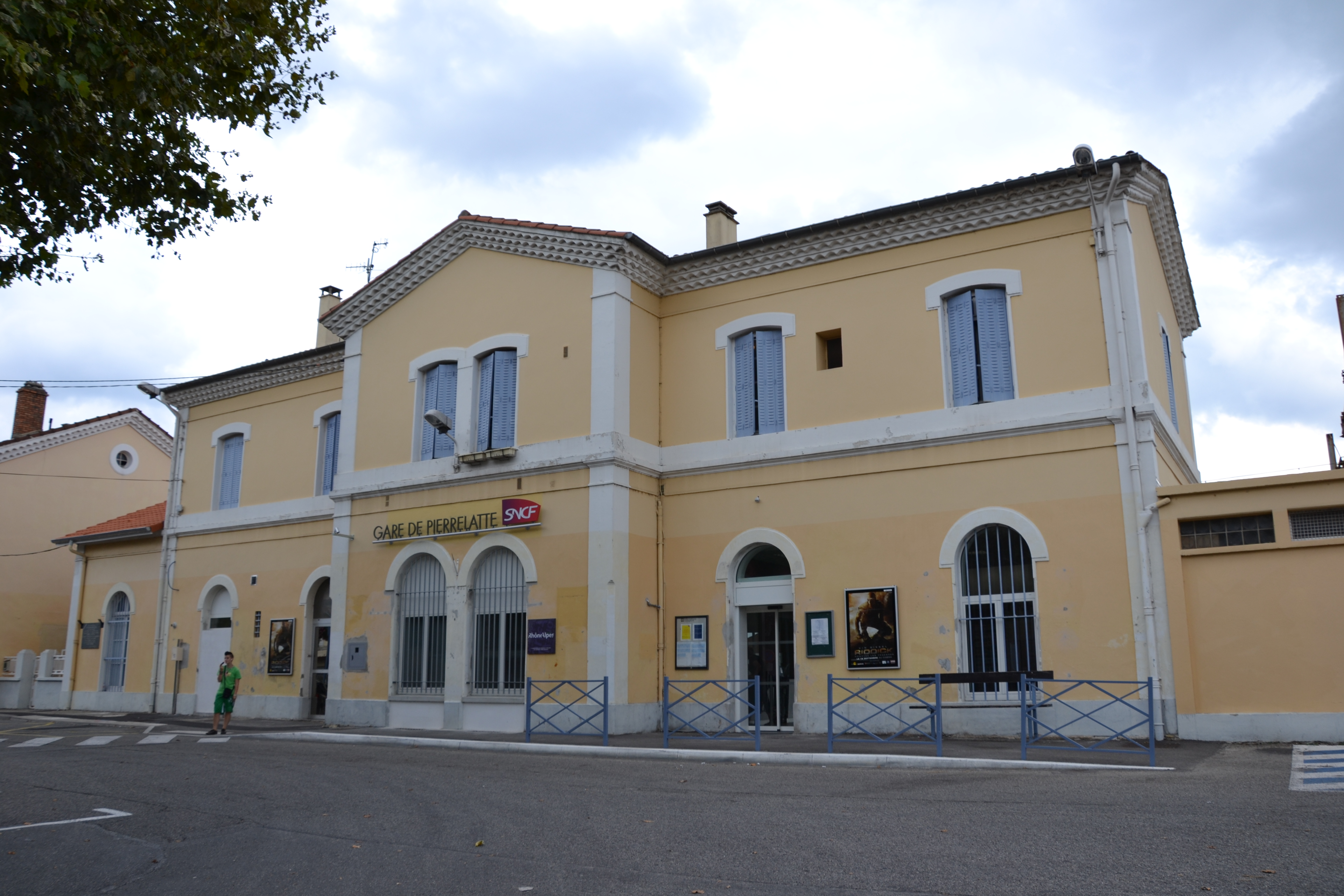
Gare de Pierrelatte.
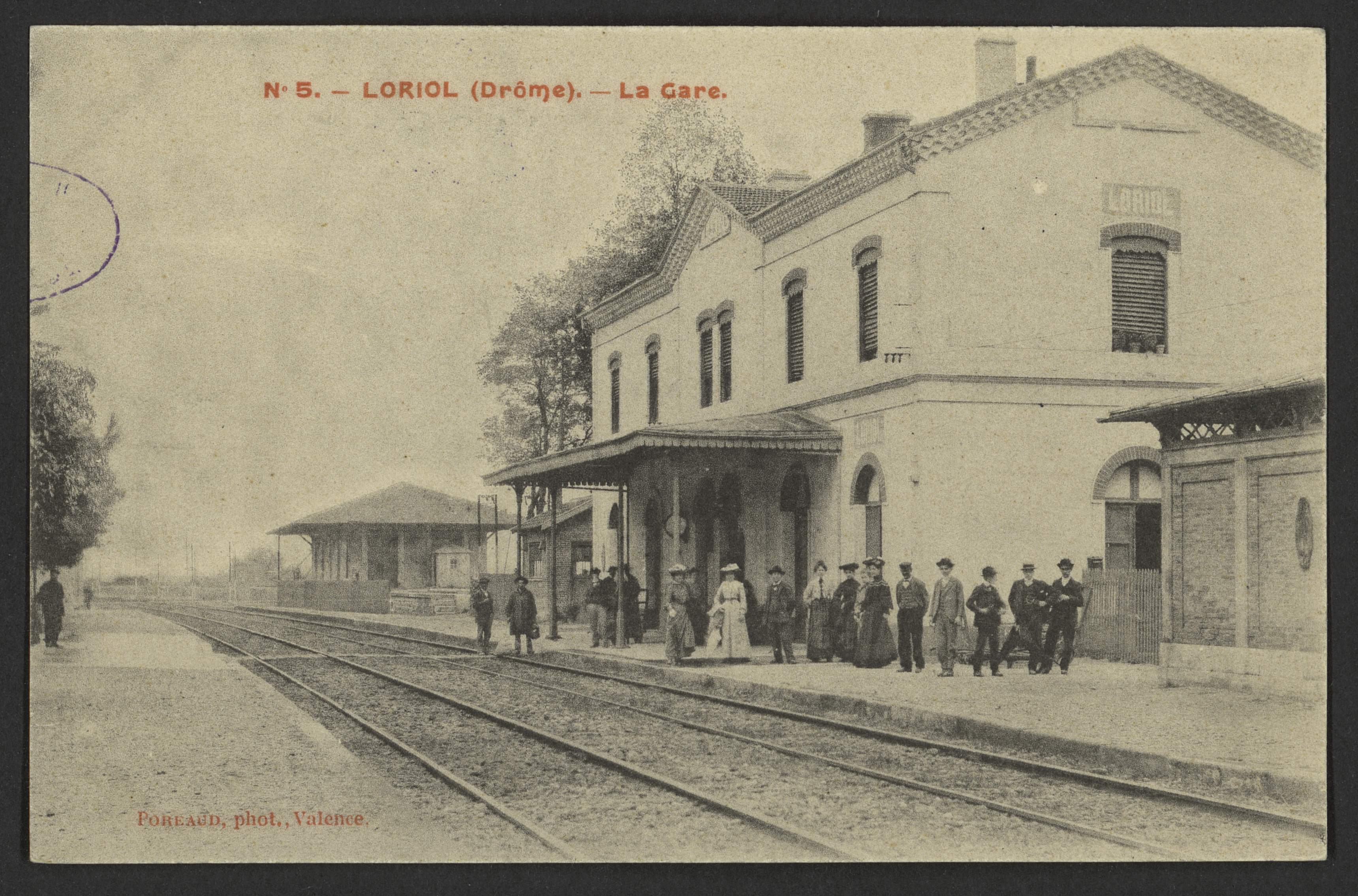
Gare de Loriol.
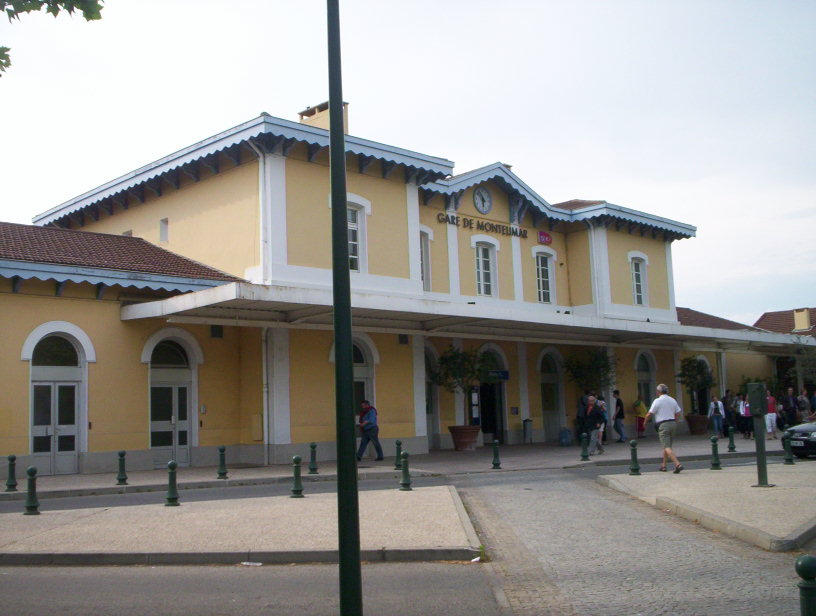
Gare de Montélimar.

## Distinctions
Léon Charles Grillot est nommé chevalier de la Légion d'honneur en août 1861.